# 山中タイキ
山中 タイキ (やまなか タイキ、1988年6月16日- ) は、日本・東京都板橋区出身のラジオDJ・ナレーター・作家。海外絵本専門店「yackyackbooks」代表。神奈川県逗子市在住。

## 来歴・人物
日本外国語専門学校卒業後、映画の仕事につきたいと考え、2009年までニューヨーク州立大学アルスター校に留学。その後ロンドンの美術学校でイラストレーションを学ぶ。 
帰国後、東京のFMラジオ局J-WAVEにてラジオナビゲーターの活動を始める。 
2017年に絵本専門販売店「yackyackbooks（ヤックヤックブックス）」を立ち上げ、海外絵本を中心に紹介し、絵本制作も行っている。 

## 出演番組

### ラジオ
- J-WAVE
  - ZAPPA/ナビゲーター 金曜日担当（2015年4月 - 2021年3月）
  - SEASONS/レギュラーレポーター（2016年4月 - 2020年9月）マリエ
  - KURASEEDS/ナビゲーター (2021年4月~2022年9月)
  - J-WAVE TOKYO MORNING RADIO
  - J-WAVE HOLIDAY SPECIAL LOVE MOUNTAIN, LOVE PEOPLE
  - J-WAVE GOLDEN WEEK SPECIAL GOLDWIN PLAY EARTH PARK presents MOTHER NATURE’S SON
  - J-WAVE SELECTION BOOKS & I
  - J-WAVE SELECTION CLUB CLASSIC
  - J-WAVE SELECTION feat. HERMES
  - J-WAVE SELECTION BEFORE DAWN（ゲスト：燃え殻）[4]
  - J-WAVE GOOD NEIGHBORS
  - J-WAVE STEP ONE
  - J’s SPECIAL
  - ROPPONGI ART NIGHT SPECIAL

- RAKUTEN FM
  - Crimson Hits!/ナレーター